# St. Sebastian (Holzheim)

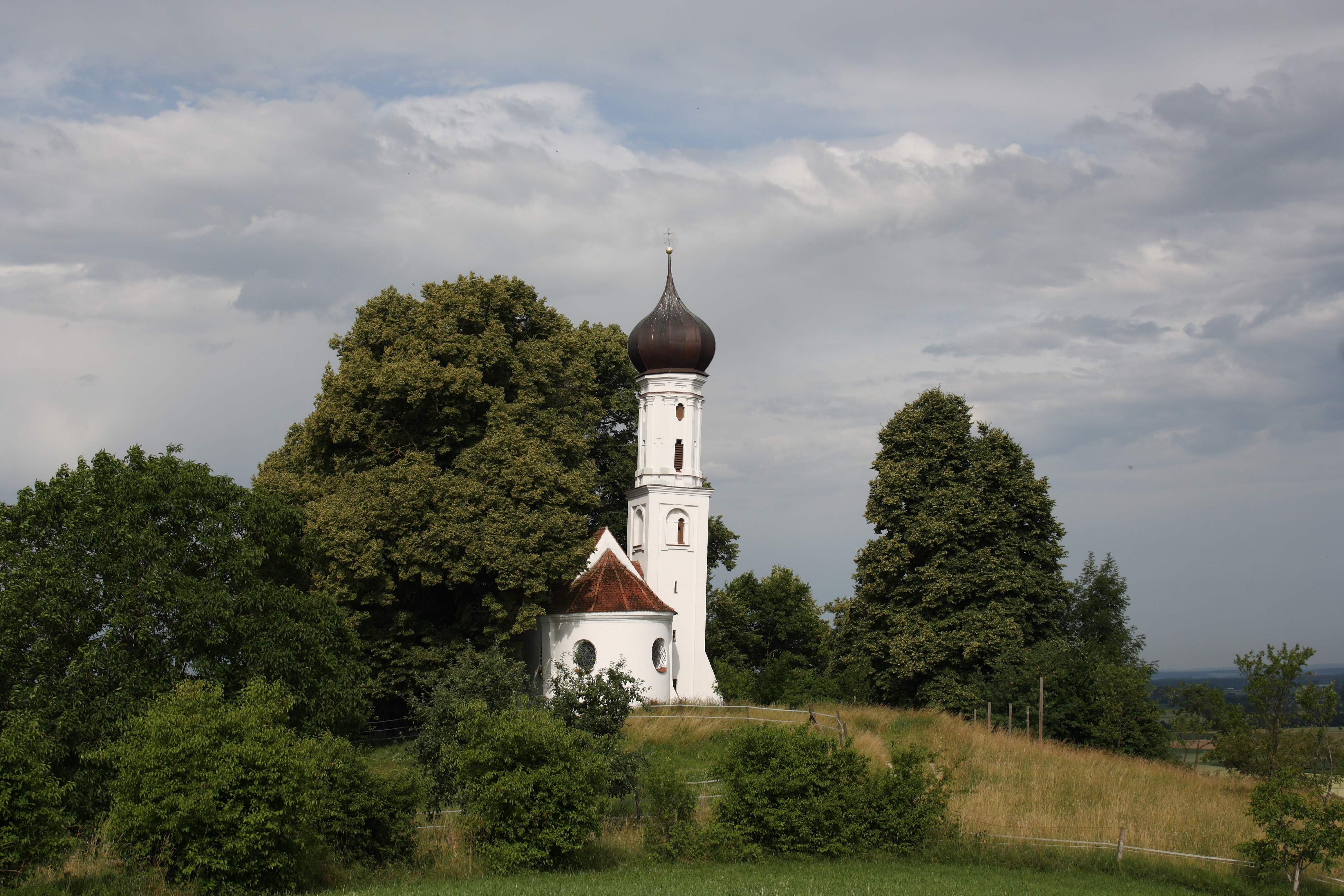
Sebastianskapelle in Holzheim

Die katholische Kapelle St. Sebastian in Holzheim, einer Gemeinde im Landkreis Dillingen an der Donau im bayerischen Regierungsbezirk Schwaben, wurde 1716 auf dem Sebastiansberg, südöstlich des Ortes, errichtet. Im Jahr 2008 erhielt die Kapelle wieder eine kupferne Zwiebelhaube, nachdem ihre ursprüngliche barocke Haube 1875 durch einen Spitzhelm ersetzt worden war.

## Architektur

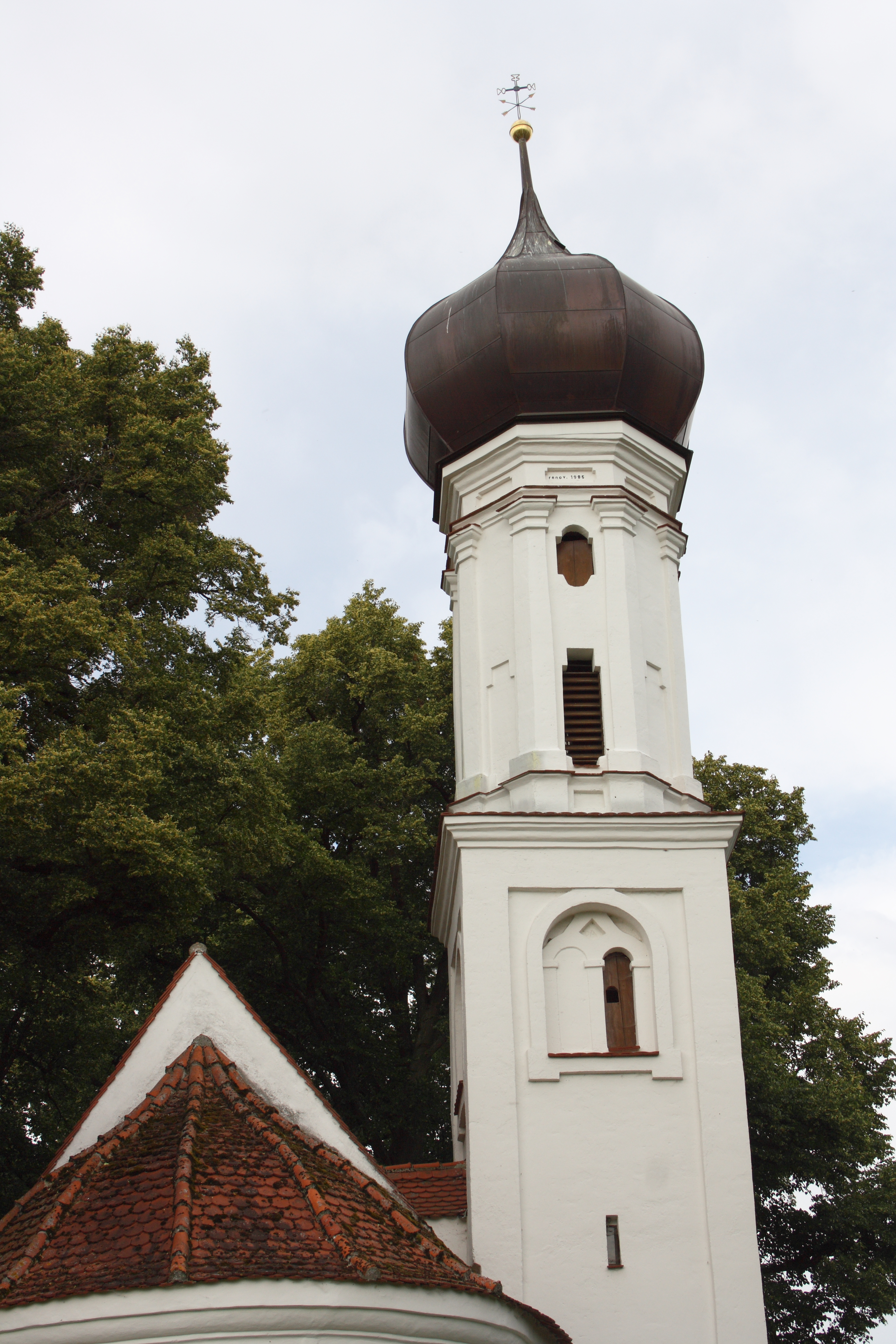
Turm mit Zwiebelhaube

Im nördlichen Chorwinkel erhebt sich der 25 Meter hohe Turm, dessen quadratischer, viergeschossiger Unterbau einen zweistöckigen, oktogonalen Aufbau mit Zwiebelhaube trägt. In den Unterbau sind auf allen vier Seiten Blendfelder mit schlitzartigen Öffnungen und im vierten Geschoss große rundbogige Nischen mit gekoppelten Klangarkaden eingeschnitten. Das Turmoktogon gliedern Ecklisenen, Blendfelder und oben und unten eingezogene Rechteckfenster.
Die Westfassade krönt ein barocker Volutengiebel, den ein Segmentbogen abschließt. In der Nische des Giebelfeldes befand sich vermutlich ehemals eine Skulptur des heiligen Sebastian, des Schutzpatrons der Kapelle. Die Außenwände von Langhaus und Chor werden von Strebepfeilern gegliedert. Das einschiffige Langhaus ist von querovalen Fenstern durchbrochen und wird wie der Chor von einer Korbbogentonne mit Stichkappen gedeckt. Der eingezogene, halbrund geschlossene Chor besitzt hochovale Öffnungen. Den westlichen Abschluss des Langhauses bildet eine auf Pfeilern aufliegende Empore.

## Stuck und Deckenmalerei
Der Stuckdekor stammt von 1720 und wird demselben Künstler zugeschrieben, der auch die Stuckierung der Pfarrkirche St. Martin in Holzheim ausführte. Die Fresken wurden vermutlich von Anton Wenzeslaus Haffe geschaffen, der ebenfalls in der Holzheimer Pfarrkirche tätig war. Das große Langhausfresko stellt den heiligen Sebastian dar, der von der Pfarrgemeinde um Fürbitte angerufen wird. Thema des Chorfreskos ist Holzheim, das unter dem Schutz des Heiligen steht. Der Turm der Pfarrkirche und die Sebastianskapelle sind deutlich zu erkennen. Kartuschen mit Inschriften geben den Inhalt der Bitten wieder, die an den heiligen Sebastian gerichtet sind: „O Diener des Herren, O werther Patron – Ach Bitte Gott, das Er uns gnädig verschon“ oder „Das Gott so offt schonet uns Menschen allhier – Sebastian Haben zu dancken immer wir“.

## Ausstattung
Im Jahr 1968 wurde ein der große Teil der Skulpturen, die überwiegend aus der Mitte des 18. Jahrhunderts stammten, aus der Kirche gestohlen. Die Werke, die erhalten blieben oder wieder beschafft werden konnten, werden heute in der Pfarrkirche St. Martin aufbewahrt.